# 拉索讷
拉索讷（法語：La Sône，法語發音：[la son]）是法国伊泽尔省的一个市镇，属于格勒诺布尔区。

## 地理
拉索讷（45°6'41"N, 5°16'41"E）面积2.95 平方千米，位于法国奥弗涅-罗讷-阿尔卑斯大区伊泽尔省，该省份为法国东南部内陆省份，北起顺时针与安省、萨瓦省、上阿尔卑斯省、德龙省、阿尔代什省、卢瓦尔省和罗讷省。
与拉索讷接壤的市镇（或旧市镇、城区）包括：沙特、圣伊莱尔迪罗西耶、圣瑞斯特德克莱、圣罗芒。

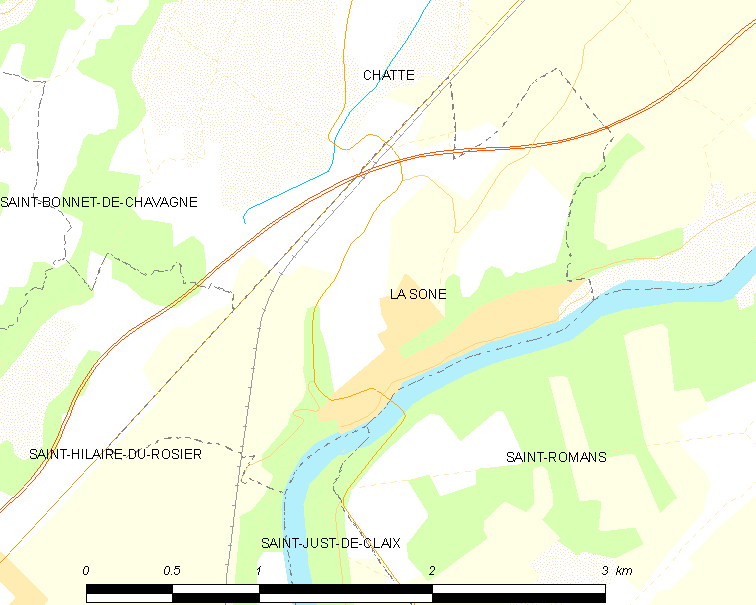
拉索讷的OSM定位图

拉索讷的时区为UTC+01:00、UTC+02:00（夏令时）。

## 行政
拉索讷的邮政编码为38840，INSEE市镇编码为38495。

## 政治
拉索讷所属的省级选区为南格雷西沃当县。

## 人口

1962-2008年间拉索讷人口变化图示

拉索讷于2022年1月1日时的人口数量为614人。